# Vivere per vivere
Vivere per vivere è un film del 1967, diretto da Claude Lelouch. Fu candidato all'Oscar al miglior film straniero.

## Trama
Robert Colomb, sposato con Catherine, è un reporter a cui piacciono molto le donne e inizia ad intrattenere una relazione con Candice. Il rapporto tra i due diviene sempre più profondo, ma in Robert si fanno largo anche molti scrupoli, legati al suo rapporto coniugale. Decide di partire per seguire la guerra in Vietnam e si rende conto successivamente di avere sbagliato, mettendo anche a rischio la sua vita. Ritornato in patria, trova che la moglie ha riorganizzato la sua esistenza. Si sta divertendo con gli amici durante una vacanza sulle Alpi. Robert pensa che ormai tutto sia perso, prende la macchina e raggiunge Catherine, che non aveva mai smesso di amarlo.

## Riconoscimenti
- Golden Globe 1968
  - Miglior film straniero in lingua straniera
- Premi Oscar 1968
  - Candidatura come miglior film straniero